# Peary Land
Peary Land ist eine grönländische Halbinsel im Nordost-Grönland-Nationalpark. Es ist das nördlichste Gebiet des grönländischen Festlands.

## Geografie
Peary Land ist die nördlichste Halbinsel Grönlands und umfasst den nördlichsten Punkt des grönländischen Festlands, Kap Morris Jesup. Im Westen trennt der Victoria Fjord sie vom Wulff Land, im Osten der Independence Fjord vom Kong Frederik VIII Land mit dem J. C. Christensen Land. Die Halbinsel erstreckt sich nach Norden in den Arktischen Ozean, beziehungsweise in dessen Teile, die Lincolnsee im Westen und die Wandelsee im Osten. Der Frederick E. Hyde Fjord mit einer Länge von 150 km im Osten von Peary Land teilt das Gebiet in das nördliche und das südliche Peary Land, ist aber nur einer von vielen Fjorden, die entlang der Küste liegen, darunter auch der J. P. Koch Fjord im Südwesten. Das gesamte Gebiet misst etwa 200 km in Nord-Süd-Richtung und 375 km in Ost-West-Richtung und nimmt eine Fläche von rund 43.300 km² ein.  Wegen fehlenden Niederschlags wird es nicht vom grönländischen Eisschild bedeckt, sondern ist eine Kältewüste, die im Sommer eisfrei ist. Im westlichen Teil von Peary Land gibt es jedoch mehrere Eiskappen, von denen die bis zu 600 m dicke Hans Tausen Iskappe die größte ist.

## Geschichte

### Urgeschichte

Verbreitung der Independence-Kulturen in Grönland

Das Gebiet nördlich des Independence Fjords, insbesondere das klimatisch begünstigte Wandel Dal, zeigt zahlreiche Spuren menschlicher Besiedlung ab etwa 2500 v. Chr. Das südliche Peary Land ist das Verbreitungszentrum der nach dem Fjord benannten Independence-I-Kultur. Auch die Independence-II-Kultur ab etwa 800 v. Chr. bis zur Zeitenwende kam am Wandeltal vor, war aber in Peary Land deutlich weniger bedeutend als die Independence-I-Kultur. Erst um 1300 war Peary Land wieder besiedelt, diesmal von der Thule-Kultur, die aus dem Westen kam und die Gegend nach 200 Jahren wieder verließ, um die Ostküste entlang nach Süden zu ziehen.

### Entdeckung und Erforschung

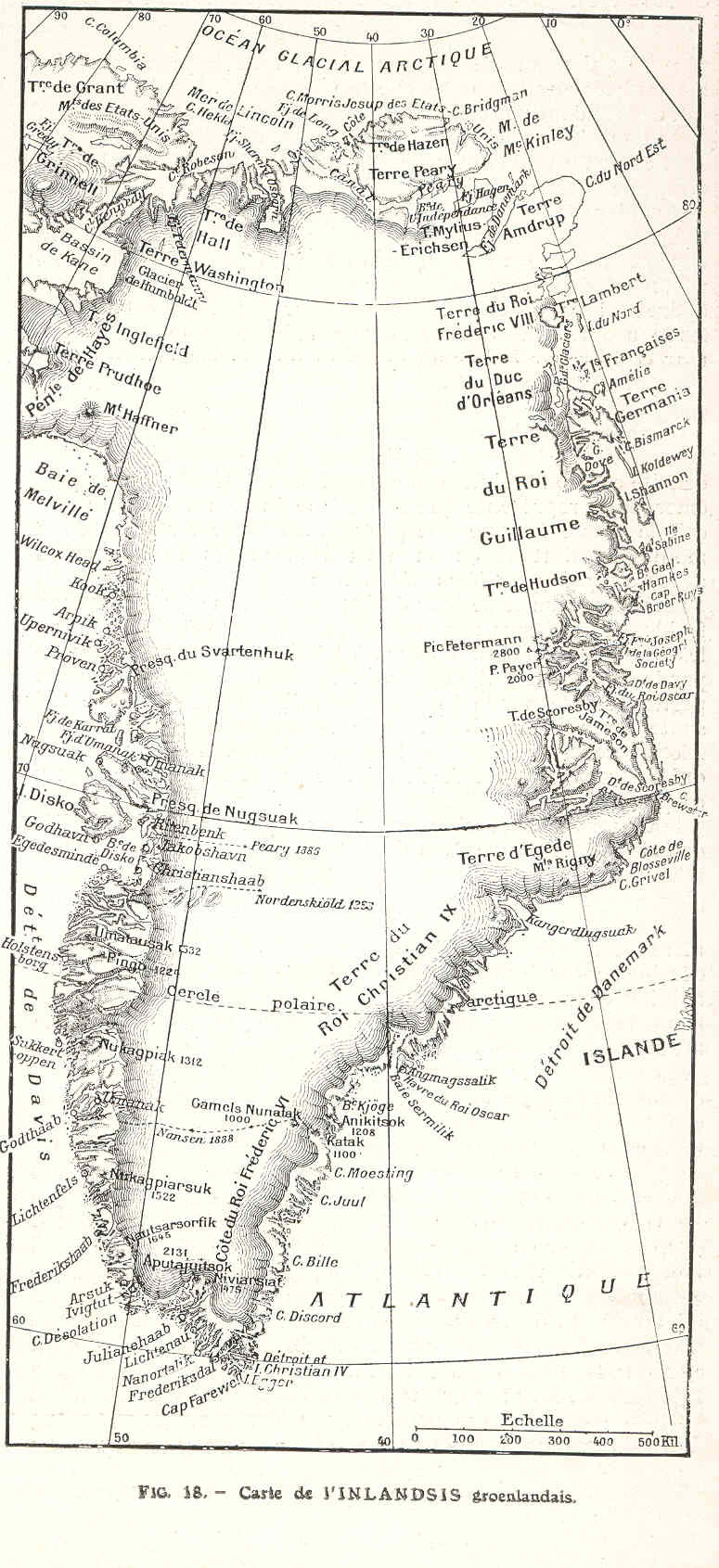
Die Karte von 1913 zeigt Peary Land noch fälschlich als Insel

Der erste europäische Entdecker, der Peary Land sah, war der Seeoffizier James B. Lockwood im Rahmen der Lady Franklin Bay Expedition im Jahr 1882, wobei er nur die Nordwestküste erreichte und kartografierte. Robert Edwin Peary und Eivind Astrup durchquerten Grönland im Jahr 1892 und erreichten den Independence-Fjord. Peary behauptete danach, dass Peary Land eine Insel und durch den Pearykanal (der erst später nach ihm benannt wurde) zwischen dem Victoria-Fjord und dem Independence-Fjord verbunden sei. Bei der Expedition von 1898 bis 1900 folgte Peary mit dem Hundeschlitten der Küstenlinie der Halbinsel, bis er sich in Sichtweite zu Kap Wyckoff befand. Im Zuge dieser Expedition entstand der Name Peary Land, vermutlich jedoch nicht durch ihn selbst. 1907 erreichte die Danmark-Expedition unter Ludvig Mylius-Erichsen den Independence-Fjord aus Südosten und stellte fest, dass der Pearykanal nicht existiert und Peary Land somit keine Insel ist. Lauge Koch war auf seiner Jubiläumsexpedition von 1920 bis 1923 der erste, der Peary Land gänzlich umrundete.
Auf einigen der Expeditionen waren Überreste früherer menschlicher Besiedelungen gefunden worden, aber erst Eigil Knuth unternahm von 1947 bis 1950 zusammen mit Ebbe Munck eine archäologische Expedition nach Peary Land. Ihr folgten vier weitere von 1963 bis 1966 und weitere Untersuchungen Eigil Knuths bis 1995. Im Zuge der Expeditionen wurden zwei Forschungsstationen in Peary Land errichtet, Brønlundhus im Jahr 1948 und später Kap Harald Moltke.
Im Nordosten von Peary Land, am Citronen Fjord, wurden 1993 umfangreiche Zink- und Bleivorkommen entdeckt. Das australische Bergbauunternehmen Ironbark erhielt 2016 eine Abbaugenehmigung. Der Abbau ist mit Stand 2022 jedoch noch nicht begonnen worden.